# Mortiers Molen
De Mortiers Molen is een windmolen in de Belgische plaats Zwevegem. De molen staat in de Twee Molensstraat nr. 25 en is beschermd als monument sinds 4 april 1944. In de volksmond wordt de molen Mertier ze Meulen of de houten molen genoemd. De houten staakmolen is voorzien van een teerlingkot (ingemetseld). Door dit teerlingkot lijkt het op een torenkotmolen, maar de molen staat wel degelijk op vier gemetselde teerlingen. De Mortiers Molen is een van de weinige driezoldermolens in West-Vlaanderen. De Mortiers Molen te Zwevegem is momenteel de laatste houten molen ter wereld met volledig verdekkerde wieken. Dit komt door zijn goede en specifieke stormbeveiligingen.

## Geschiedenis
De Mortiers Molen werd vermoedelijk gebouwd in de 18de eeuw. Hij werd voor het eerst afgebeeld op de Ferrariskaart van 1770-1778. Na de Eerste Wereldoorlog was de molen in een slechte staat. Zo zonk bijvoorbeeld de molenkast in haar hoekstenen. De molen werd hersteld in opdracht van Leon Leander Bekaert. Er werden ijzeren profielen en trekhaken aangebracht.
In 1933 werden herstelling aan de kruisplaten uitgevoerd door molenmaker Cappon. Deze bracht op een zeer professionele manier nieuwe verschoeistukken aan. In 1935 werd De Mortiers Molen voorzien van dekkerwieken. Dit was om de weerstand die de molen gaf tegen de wind, te verminderen. Zo kon men meer energie uit de wind halen. De verdekkering werd aangebracht op de bestaande roeden. In 1948 brak de buitenroede een deel van de molenkap af. De gebroken roede werd vervangen. Ook werden er zware I-profielen op de berriebalken geplaatst.
De Mortiers Molen werd in 1960 stilgelegd, waarop de molen volledig in verval raakte. Het molenhuis en de mechanische maalderij werden afgebroken in 1962.
In 1990 werd De Mortiers Molen gerestaureerd. De zware ijzeren profielen en trekhaken die werden aangebracht na de Eerste Wereldoorlog, werden verwijderd en vervangen door trekstaven. In 1993-1994
werd de molen volledig gerestaureerd en opnieuw maalvaardig gemaakt. Ook de molenkap werd vernieuwd. De dekkerwieken werden behouden wegens hun archeologische waarde. Na deze restauratie werd de molen overgedragen aan de vzw Mortiers Molen. In 2000-2001 werd de molen nogmaals gerestaureerd.

## Interieur
De molen is een van de weinige driezoldermolens in West-Vlaanderen. Deze indeling is ontstaan door de eerste zolder in te delen in twee zolders, een onderzolder en een meelzolder. De onderzolder heeft een lage hoogte. In de meelzolder staat de haverpletter en wordt het meel en graan opgeslagen. De hoogste (3de) zolder is de steenzolder. Daar liggen twee koppels plettersstenen.

## Exterieur
De Mortiers Molen is voorzien van een beschieting aan de voor- en linkerkant. De rechterkant is voorzien van zinken platen. De windveeg en de gebroken kap zijn bedekt met kunstleien. Verdekkerde roeden met een wiekenkruis van 24 m lang. Ten noorden van de molen staat een schuur.

## Eigenaars
Rond 1800 werd de molen gebruikt door de familie Maes. Hierna ging de molen naar Charles Vandemaele. In 1826 stierf Charles en erfden zijn vrouw en kinderen de molen. Deze verkochten de molen aan Ivo Vandemaele op 21 november 1854. In 1880 was de molenaar Désiré Demerode. In 1888 werd de molen draaiende gehouden door de familie Dumortier-Penez. In 1911 ging de molen naar Leo Leander Bekaert. De molenaar was toen Omer Dumortier, die dé mulder van Mortiers Molen is geworden. Omer Dumortier stierf op 22 oktober 1958. De molen werd daarna draaiende gehouden door Stefaan Vroman totdat de molen verhuurd werd.
- Inventaris van het Bouwkundig Erfgoed (Vlaanderen): 81041